# Euploea schreiberi
Euploea schreiberi är en fjärilsart som beskrevs av Butler 1884. Euploea schreiberi ingår i släktet Euploea och familjen praktfjärilar. Inga underarter finns listade i Catalogue of Life.